# Bela Donna
Bela Donna é um filme brasileiro de 1998, um drama romântico dirigido por Fábio Barreto e com roteiro baseado no romance Riacho Doce, de José Lins do Rego.
O filme, que recebeu o título em inglês de White Dunes, foi filmado em Morro Branco e na praia de Canoa Quebrada, no estado brasileiro do Ceará.

## Enredo
Em 1939 um navio vindo da Europa chega à costa do Ceará trazendo Frank Hookley (Andrew McCarthy), explorador de petróleo, e sua esposa Donna (Mariana Pellegrino Barreto/Natasha Henstridge). O casal conversa sobre as possibilidades de se encontrar petróleo nas terras brasileiras. Em terra estão Michael Silva (Guilherme Karam), responsável pela contratação de Frank, John (Odilon Wagner), também explorador, e sua esposa Lídia (Sophie Ward) para recepcioná-los. Em uma praia, um grupo de pescadores é surpreendido pelo regresso de Nô (Diego Holanda/Eduardo Moscovis), pescador que viajara para o Rio de Janeiro. Ele é recebido com festa pelos amigos e por sua mãe, Ana (Florinda Bolkan).
Donna tem dificuldades de se adaptar ao clima quente, mas com ajuda de Benta (Letícia Sabatella), criada da casa, logo se recupera realizando passeios diários às praias da região, enquanto Frank, ao lado de John e Silva, enfrenta dificuldades para achar petróleo em uma torre de perfuração construída nos arredores. Em um de seus passeios, Donna conhece Nô e os dois se tornaram amantes, navegando na jangada do pescador ou caminhando pelas praias. Frank preocupa-se ao ver sua mulher ao lado de Nô. Ana aconselha o filho a se afastar da mulher, apontando as diferenças que existem entre os dois. Ele ignora os conselhos da mãe. Donna conversa com Lídia sobre seu relacionamento com Nô.
Lídia descobre através de uma notícia no rádio que a Europa está em guerra e, aflita, apressa-se para avisar John, Frank e Donna. Lídia revela que ela e o marido só estão no Brasil porque ele é judeu. Frank vai até a vila e conhece o pescador Tonho (Ângelo Antônio). Juntos, eles planejam a morte de Nô. Frank e John viajam para Fortaleza em companhia de suas esposas. Na praia, Nô é perseguido por Afrânio (Jackson Costa), matador contratado para matá-lo. Os dois brigam e Nô, mesmo muito ferido, mata Afrânio. Mãe Ana cuida dos ferimentos do filho e Donna, ao saber do ocorrido, acusa seu marido. Os dois brigam e ele a violenta. Nô vê os dois juntos e diz a Donna que não a quer mais. Ela arruma as malas e embarca no navio. Nô acompanha o navio em sua jangada enquanto Frank, na praia, observa sua esposa partindo.

## Elenco
- Natasha Henstridge .... Donna Hookley
- Eduardo Moscovis .... Nô
- Florinda Bolkan .... Mãe Ana
- Andrew McCarthy .... Frank Hookley
- Sophie Ward .... Lídia
- Odilon Wagner .... John
- Letícia Sabatella .... Benta
- Guilherme Karam .... Michael Silva
- Ângelo Antônio .... Tonho
- Jackson Costa .... Afrânio
- Nildo Parente .... Padre Jorge
- Arduino Colasanti .... Capitão
- Jurandir de Oliveira .... Juca Nunes
- Rita Martins .... Rita
- Charles Paraventi .... Dr. Farina
- Domingos Alcântara .... Zé Divina
- Fábio Barreto .... governador do Ceará
- Luísa de Paula Marques .... Cecília
- Joca Andrade .... Zé Corninho
- Karla Sabah .... crooner
- Marciano Ponciano .... auxiliar de escritório
- Mariana Pellegrino Barreto .... Donna (criança)
- Diego Holanda .... Nô (criança)/filho de Donna e Nô numa visão de mãe Ana em que acaba descobrindo a gravidez de Donna
- Aila Nogueira .... esposa de Silva
- Majô de Castro .... esposa do governador
- Lucíola Vilella .... sogra do governador
- Patola .... ele mesmo
- Delanir Dias Cerqueira .... donao da birosca

## Produção
O diretor Fábio Barreto chegou ao nome de Natasha Henstridge após analisar um casting proposto pela agência dela em que constavam Gwyneth Paltrow, Elisabeth Shue, Nastassja Kinski, entre outras, "Cheguei a pensar na Patrícia Pillar, mas a Natasha tem o perfil ideal da personagem", disse Barreto. "Depois desse filme, ela tem tudo para se tornar uma 'major actress'". O diretor também disse que o filme é 70% falado em inglês e 30% em português".
As versões do livro de José Lins do Rego e da minissérie homônima exibida pela TV Globo é bem diferente da adaptada por Barreto, Amy Ephron e José Almino Arraes, "Em Bela Donna todos os personagens têm uma crise. A narrativa é vertical, os personagens não estão contando uma história, eles vivem em crise. A paixão é uma crise", afirmou Barreto.